# Omar Souleyman
Omar Souleyman é um músico da aldeia de Tell Tamer perto da cidade de Ra's al-'Ayn, na região nordeste da Síria. Ele começou sua carreira como cantor de casamento a tempo parcial em sua governanta nativa de Al-Hasakah e, enquanto ele mesmo um árabe sunita, enfatiza a influência que seu meio culturalmente diversificado teve em seu estilo: "Minha música é da comunidade de onde eu venho - o curdo, o Ashuris, o árabe, eles estão todos nesta comunidade. Mesmo turco porque está tão perto, é apenas do outro lado da fronteira e até mesmo o iraquiano". Ele refugiou-se na Turquia, após a eclosão da Guerra Civil Síria.

## Carreira

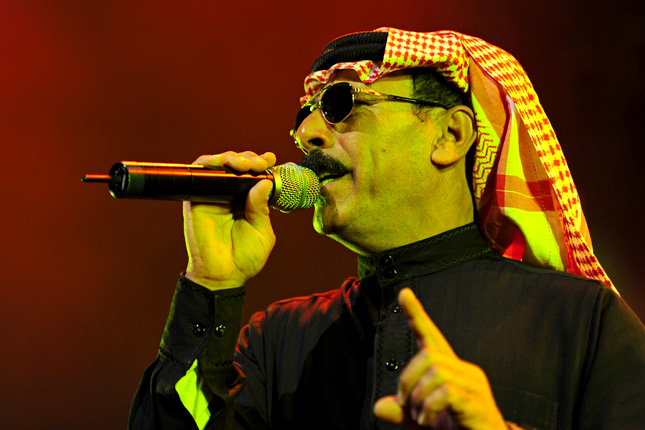
Omar Souleyman cantando em show

Nascido em 1966, ele começou sua carreira em 1994, trabalhando com vários músicos com quem ele ainda atua, e cerca de quinhentos álbuns de estúdio e ao vivo foram lançados sob seu nome. (Oitenta por cento desses lançamentos são gravações feitas em casamentos e apresentadas aos casados, que posteriormente são copiados e vendidos em quiosques locais. Sua carreira começou a ganhar destaque internacional em 2007 quando o Selo norte-americano Sublime Frequencies lançou as suas gravações mais antigas. Ele passou a ser cultuado como celebridade no mundo ocidental, passando apresentar-se na Europa, Canadá e Austrália. A originalidade de sua música se deve ao fato, de serem mesclados sons de teclados ululantes, com batidas eletrônicas e vocais. Esse estilo musical é influenciado pelo folclore Dabke, que combina a dança do círculo e saltos sincronizados e é amplamente celebrada em casamentos da Síria, Jordânia, Israel, Palestina, Líbano e Chipre.
Em outubro de 2013, um álbum recém-gravado Wenu Wenu foi lançado pelo Ribbon Music.

## Colaborações e apresentações notáveis
Ele apareceu no Glastonbury Festival em 2011 e atuou durante o Chaos in Texas em Austin, Texas, em junho de 2011. Em agosto de 2011, Omar Souleyman apareceu no Paredes de Coura em Portugal. Souleyman foi escolhido por Caribou para se apresentar no festival ATP Nightmare Before Christmas que co-organizou em dezembro de 2011 em Minehead, na Inglaterra.
Em 2011, gravou três remixes para a Biophilia de Björk , todos encontrados no segundo disco de sua "Série Cristalina ".
Em agosto de 2013, ele teve uma performance no festival Way Out West em Gotemburgo, na Suécia. Durante algum tempo, foi-lhe negado permissão para visitar a Suécia. As autoridades temiam que ele acabasse por pedir asilo. Dois dias antes da data do estágio, o visto foi concedido. Em dezembro de 2013, ele se apresentou no Concerto no Prémio Nobel da Paz em Oslo, Noruega.
Em junho de 2014, ele se apresentou no Festival Bonnaroo Music and Arts em Manchester, Tennessee. Em julho, ele se apresentou no Roskilde Festival, na Dinamarca e no Festival Mostly Jazz, Funk e Soul, Birmingham, Reino Unido. Ele então se apresentou no One Love Festival, em Istambul, em 16 de junho de 2014. Em agosto de 2014, ele atuou no Festival Pukkelpop em Kiewit, Hasselt, na Bélgica. Mais tarde naquele verão, no dia 31 de agosto, ele tocou no festival Electric Picnic na Irlanda. Ele também tocou no Treefort Music Festival em Boise, ID em março de 2015.  Em outubro de 2017, ele se apresentou no festival Simple Things de Bristol.

## Prisão
Em 18 de Novembro de 2021, Souleyman foi detido por autoridade turcas sob acusação de ligação com as Unidades de Proteção Popular da Síria, vinculadas ao Partido dos Trabalhadores do Curdistão, ambos considerados organizações terroristas pela Turquia, que tem intensificado sua ocupação no norte da síria, território autônomo de facto. Foi liberado na noite de 19 de Novembro, sem nenhum esclarecimento das acusações sobre ele.

## Discografia
Albuns
- 2006: Highway to Hassake (compilation) (Sublime Frequencies)
- 2009: Dabke 2020 (compilation) (Sublime Frequencies)
- 2010: Jazeera Nights (compilation) (Sublime Frequencies)
- 2011: Haflat Gharbia - The Western Concerts (2LP (compilation)) (Sublime Frequencies)
- 2011: Leh Jani (2LP,  full-length Syrian tape reissue) (Sham Palace)
- 2013: Wenu Wenu (Ribbon Music)
- 2015: Bahdeni Nami (Monkeytown)
- 2017: To Syria With Love (Mad Decent)